# シャーロット・ケンプ・ミュール
シャーロット・ケンプ・ミュール（Charlotte Kemp Muhl、1987年8月17日 - ）は、アメリカ合衆国ジョージア州アトランタ出身のモデル 、シンガーソングライターである。 

## 私生活
- 1987年8月17日にジョージア州アトランタで出生。両親共にイギリス系の白人である。
- 2006年からショーン・レノンと交際しており、彼とはデュエットバンド『The Ghost of a Saber Tooth Tiger（ザ・ゴースト・オブ・ア・セイバー・トゥース・タイガー）』で共演している。
- 日系アメリカ人であるショーンと長年に渉る交際の影響で、読み書きを含む日本語学力が高い。他に日本文化や歴史にも造詣が深く、親日家としても知られる。

## キャリア

### モデル活動
- 13歳からモデルとして活動しており、イギリスのハーパーズ・バザーの表紙を当時最年少となる16歳で担当した。
- 近年はニューヨークの化粧品会社「メイベリン」社の広告などで活躍している。